# Гарфилд в кино
«Га́рфилд в кино́» (англ. The Garfield Movie) — американский компьютерно-анимационный комедийный фильм, основанный на комиксах Джима Дэвиса о коте Гарфилде. Режиссёр — Марк Диндал, сценарист — Дэвид Рейнольдс, продюсеры — компании Columbia Pictures и Alcon Entertainment, для которых фильм является первым анимационным проектом с DNEG Animation. Распространение фильма осуществляет Sony Pictures Releasing. В озвучивании приняли участие Крис Прэтт в качестве голоса главного героя наряду с другими актёрами озвучивания: Николасом Холтом, Сесили Стронг, Ханной Уэддингем, Винг Рэймсом и Сэмюэл Л. Джексоном.
Разработка нового компьютерно-анимационного фильма о коте Гарфилде началась в мае 2016 года. В ноябре 2018 года Марк Диндал стал режиссёром фильма, а в следующем месяце началось производство. Несмотря на то, что Viacom приобрела права на Гарфилда в августе 2019 года, проект все ещё находился в производстве. В ноябре 2021 года Sony Pictures приобрела права на дистрибуцию фильма за пределами Китая, а Крис Прэтт был выбран на роль Гарфилда, в то время как анимация для фильма была предоставлена компанией DNEG.
Фильм был выпущен в прокат США 24 мая 2024 года компанией Sony Pictures Releasing.

## Роли озвучивали
- Крис Прэтт — Гарфилд: циничный и ленивый рыжий полосатый кот, который любит лазанью и ненавидит понедельники.
- Харви Гильен — Оди: недалёкий жёлтый пёс и лучший друг Гарфилда.
- Сэмюэл Л. Джексон — Вик: отец Гарфилда.
- Николас Холт — Джон Арбакл: хозяин кота Гарфилда и пса Оди.
- Винг Рэймс
- Сесили Стронг
- Ханна Уэддингем
- Бретт Голдстин
- Ангус Клауд
- Боуэн Янг

## Производство
24 мая 2016 года Alcon Entertainment запустила в разработку новый компьютерно-анимационный фильм о «Гарфилде» с продюсерами Джоном Коэном и Стивеном П. Вегнером по сценарию Марка Торгова и Пола А. Каплана. Марк Диндал был назначен режиссёром фильма 12 ноября 2018 года, а подготовка к съёмкам началась в следующем месяце. В августе 2019 года Viacom приобрела права на «Гарфилда», в результате чего статус фильма на тот момент оставался неопределённым. Однако в декабре 2020 года Диндал подтвердил, что фильм всё ещё находится в производстве. 1 ноября 2021 года Крис Прэтт получил роль Гарфилда, а анимация для фильма была предоставлена DNEG Animation, студия визуальных эффектов и анимации, ранее принимавшая участия над производством анимационного фильма «Неисправимый Рон». DNEG разработала фильм совместно с Alcon, а Sony Pictures Releasing приобрела права на дистрибуцию по всему миру, за исключением Китая. Позже новым сценаристом стал Дэвид Рейнольдс, который работал над фильмом «В поисках Немо». Диндал и Рейнольдс также ранее вместе работали над диснеевским анимационным фильмом «Похождения императора». Актёр Фрэнк Уэлкер, озвучивающий Гарфилда с 2007 года, разочаровался тем, что с ним не связались для озвучивания персонажа в новой экранизации.
В мае 2022 года Сэмюэл Л. Джексон получил роль отца Гарфилда, Вика. В августе к актёрскому составу присоединились Винг Рэймс, Николас Холт, Ханна Уоддингем и Сесили Стронг, а в ноябре — Бретт Голдстин и Боуэн Янг.

## Релиз
Премьера фильма в кинотеатрах США состоялась 24 мая 2024 года. Изначально выход был запланирован на 16 февраля 2024 года.